# Stazione di Wandsworth Common
La stazione di Wandsworth Common è una stazione ferroviaria posta lungo la ferrovia Londra-Brighton, a servizio del quartiere di Balham nel borgo londinese di Wandsworth.

## Movimento
L'impianto è servito dai treni locali di Southern.

## Interscambi
Nelle vicinanze della stazione effettuano fermata alcune linee automobilistiche, gestite da London Buses.
- Fermata autobus